# Тамаш Дарньї
Тамаш Дарньї (угор. Darnyi Tamás; нар. 3 червня 1967) — угорський плавець, олімпійський чемпіон.

## Виступи на Олімпіадах
| Олімпіада      | Дисципліна                      | Місце            |
| -------------- | ------------------------------- | ---------------- |
| Сеул 1988      | плавання на 200 метрів на спині | участь, півфінал |
| Сеул 1988      | 200 метрів, комплексне плавання | 1                |
| Сеул 1988      | 400 метрів, комплексне плавання | 1                |
| Барселона 1992 | 200 метрів, комплексне плавання | 1                |
| Барселона 1992 | 400 метрів, комплексне плавання | 1                |